# Hanako Games
Hanako Games es una empresa británico de desarrollo de videojuegos, principalmente de novelas visuales y videojuegos de rol en estilo de Anime.
Hanako Games se fundó de Georgina Bensley. Sus juegos son protagonizados principalmente por mujeres y contienen con frecuencia elementos de Fantasía. Hanako Games es un socio de Tycoon Games, Winter Wolves y SakeVisual. Juegos populares so entre otros Fatal Hearts, Cute Knight, Summer Session, Science Girls, Date Warp y Magical Diary. Los juegos son principalmente por Microsoft Windows, Mac OS y Linux.

## Juegos
- Charm School (2003)
- Sweet Dreams (2003)
- Pentagraph (2004)
- Classroom Chaos (2004)
- Summer Schoolgirls (2005)
- Cute Knight (2005)
- Fatal Hearts (2007)
- Cute Knight Deluxe (2007)
- Summer Session (2008)
- Science Girls! (2009)
- Cute Knight Kingdom (2009)
- Date Warp (2010)
- Magical Diary (2011)
- Long Live The Queen (2012)
- The Royal Trap (2013)
- Black Closet (2015)
- Magical Diary: Wolf Hall (2020)
- Cute Bite (2021)
- Night Cascade (2022)

## Premios
Hanako Games logra un premio en el Innovate 2007 en 2007, patrocinaba de Casual Games Association.